# Habropoda hakkariensis
Habropoda hakkariensis là một loài Hymenoptera trong họ Apidae. Loài này được Schwarz & Gusenleitner mô tả khoa học năm 2001.